# Karl von Wangenheim
Karl Heinrich Ludwig Freiherr von Wangenheim (* 29. Oktober 1797 in Potsdam; † 28. August 1853 in Neu Lobitz, Kreis Dramburg) war ein deutscher Richter und Politiker.

## Leben
Als Sohn des Majors Friedrich August von Wangenheim (1754–1806, gefallen in der Schlacht bei Auerstedt) geboren, besuchte Wangenheim das Joachimsthaler Gymnasium in Berlin. An den Befreiungskriegen nahm er als Freiwilliger teil. Er studierte 1816–1819 an der Friedrich-Wilhelms-Universität zu Berlin Rechtswissenschaft, wo er der Landsmannschaft Marchia angehörte. Als deren Senior nahm er 1817 am Wartburgfest teil, wo er aktiv an der sogenannten Bücherverbrennung beteiligt war. In Folge entwarf er 1817 ein Grundsatzprogramm für die Berliner Burschenschaft (Grundsätze einer Burschenordnung.) und wurde bei der Gründung der Alten Berliner Burschenschaft zu einem ihrer Vorsteher gewählt, im Herbst 1818 zum zweiten Sprecher. Gemeinsam mit Ludwig Jonas und Ludwig Christ ging er im Oktober 1818 als Vertreter der Berliner Burschenschaft auf den Burschentag in Jena, auf welchem die Berliner Burschenschaft zur Vorsitzenden Burschenschaft gewählt wurde. Obwohl er sich 1818 mit mehreren Landsmannschaftern duellierte, wurde er später ein entschiedener Gegner des Duells. 1819 wurde er in den Verfassungsausschuss der Gesamtheit gewählt. 1819 war er Einjährig-Freiwilliger und Unteroffizier im Garde-Schützen-Bataillon. Im Juli 1819 fand eine Hausdurchsuchung bei Wangenheim statt, da der Verdacht bestand, dass er an „demagogischen Umtrieben“ teilgenommen hatte und der Burschenschaft vorstand. In einem Verhör 1819 gestand und verteidigte er seine Mitgliedschaft und wurde 1820 verhaftet. Nach einer Beschwerde bei Karl August von Hardenberg wurde er ohne Anklage entlassen und relegiert. Er blieb unter polizeilicher Überwachung, konnte aber die erste juristische Prüfung ablegen. 1820 kam er als Auskultator an das Oberlandesgericht Stettin. Karl vom Stein zum Altenstein setzte sich 1821 für ihn ein, so dass ihm seine burschenschaftliche Vergangenheit nicht mehr in seiner Karriere hinderte. Nach der zweiten und dritten juristischen Prüfung wurde er 1827 Assessor beim Oberlandesgericht Königsberg. 1830 war er im Kollegium des Oberlandesgerichts Stettin, wo er 1833 Oberlandesgerichtsrat und Mitglied des Obervormundschaftsgerichts wurde. 1834 kam er in die Kreis-Justizkommission für den Kreis Saatzig. 1842 ging er ins Kollegium des Oberlandesgerichts Glogau, 1843 des Oberlandesgerichts Posen. 1844 wurde er Kammergerichtsrat beim Kammergericht. 1849/50 beendete er den Staatsdienst.
Wangenheim war schriftstellerisch tätig. 1843 initiierte er einen Spendenaufruf für Friedrich Ludwig Jahn, so dass dieser sich ein Haus in Freyburg (Unstrut) bauen konnte. Er gehörte 1848 der Preußischen Nationalversammlung an und war an der Entwicklung einer neuen konstitutionellen preußischen Verfassung beteiligt. Heirat und Erbschaft hatten ihn vermögend werden lassen, so dass er seinen Lebensabend als pommerscher Gutsbesitzer verbringen konnte; ihm gehörten Rahnwerder, Klein Spiegel, Wendelsdorf und Neu Lobitz. Sein Sohn Ernst Freiherr von Wangenheim war von 1867 bis 1870 Mitglied des Preußischen Abgeordnetenhauses.

## Ehrungen
- Roter Adlerorden 4. Klasse (1840)